# Dolichopus aethiops
Dolichopus aethiops är en tvåvingeart som beskrevs av Van Duzee 1921. Dolichopus aethiops ingår i släktet Dolichopus och familjen styltflugor.
Artens utbredningsområde är Indiana. Inga underarter finns listade i Catalogue of Life.